# Вијадукт
Вијадукт (лат. via ductus = пут+вођење) је конструкција у облику моста дуж које је изграђен пут којим се премошћује долина, река или неки други пут. У структуралном и функционалном смислу, вијадукт, који је творевина античког римског градитељства, сличан је акведукту. Његов назив је новијег датума и настао је по аналогији са називом акведукт.
Вијадуктима се обично спајају две тачке у пределу које се налазе на приближно истој висини а раздвојене су долином или реком; подижу се и у ситуацијама када на ограниченом простору треба организовати веома интензиван саобраћај (нпр. у великим градовима).
Вијадукт може бити пешачки, друмски или железнички.
Конструкција вијадукта може бити од камена или армираног бетона и може почивати на стубовима који носе лукове или греде.